# 商務印書館（香港）

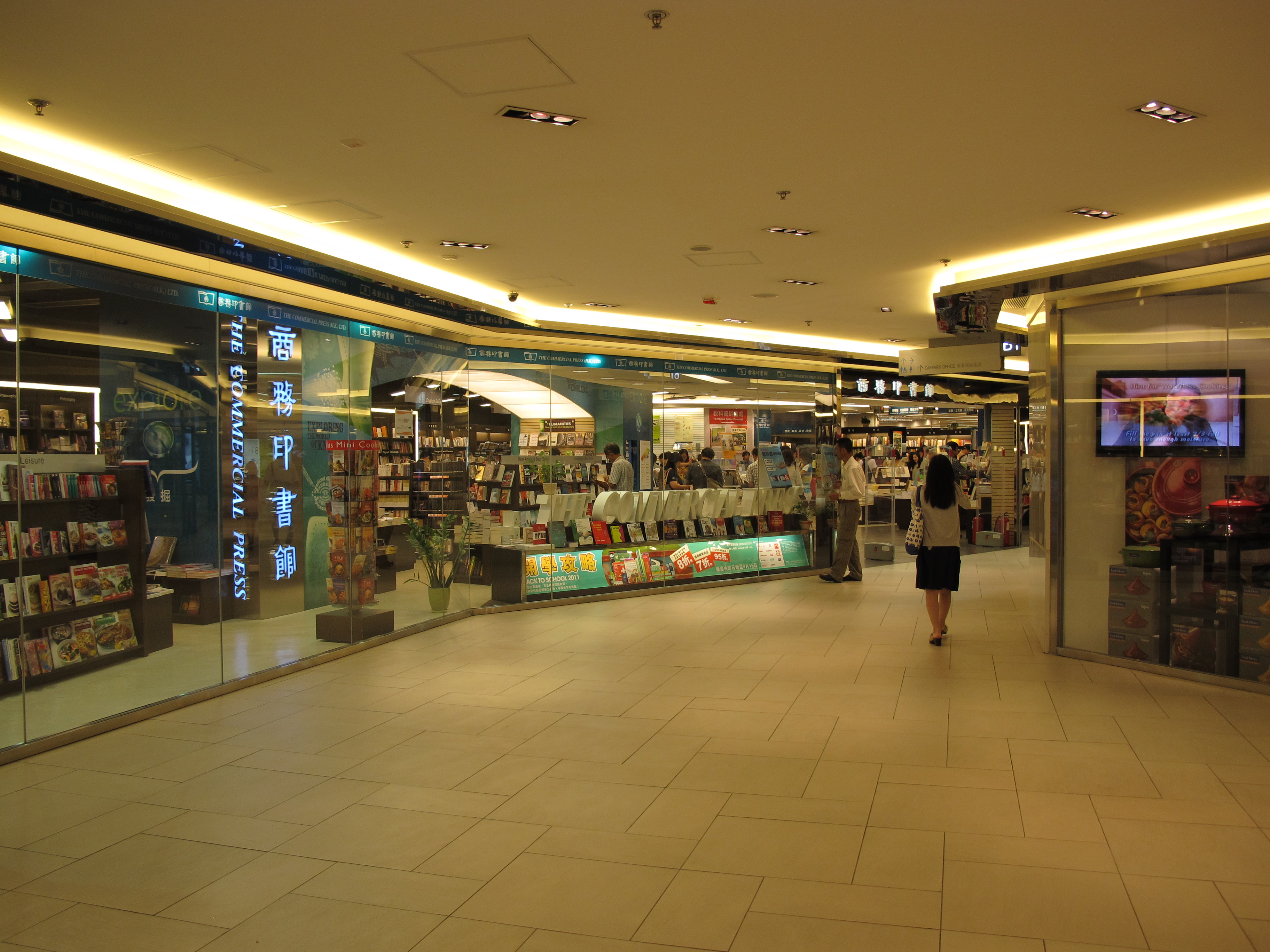
香港尖沙咀美麗華商場分店佔地18,000平方呎，為商務印書館最大的旗艦店

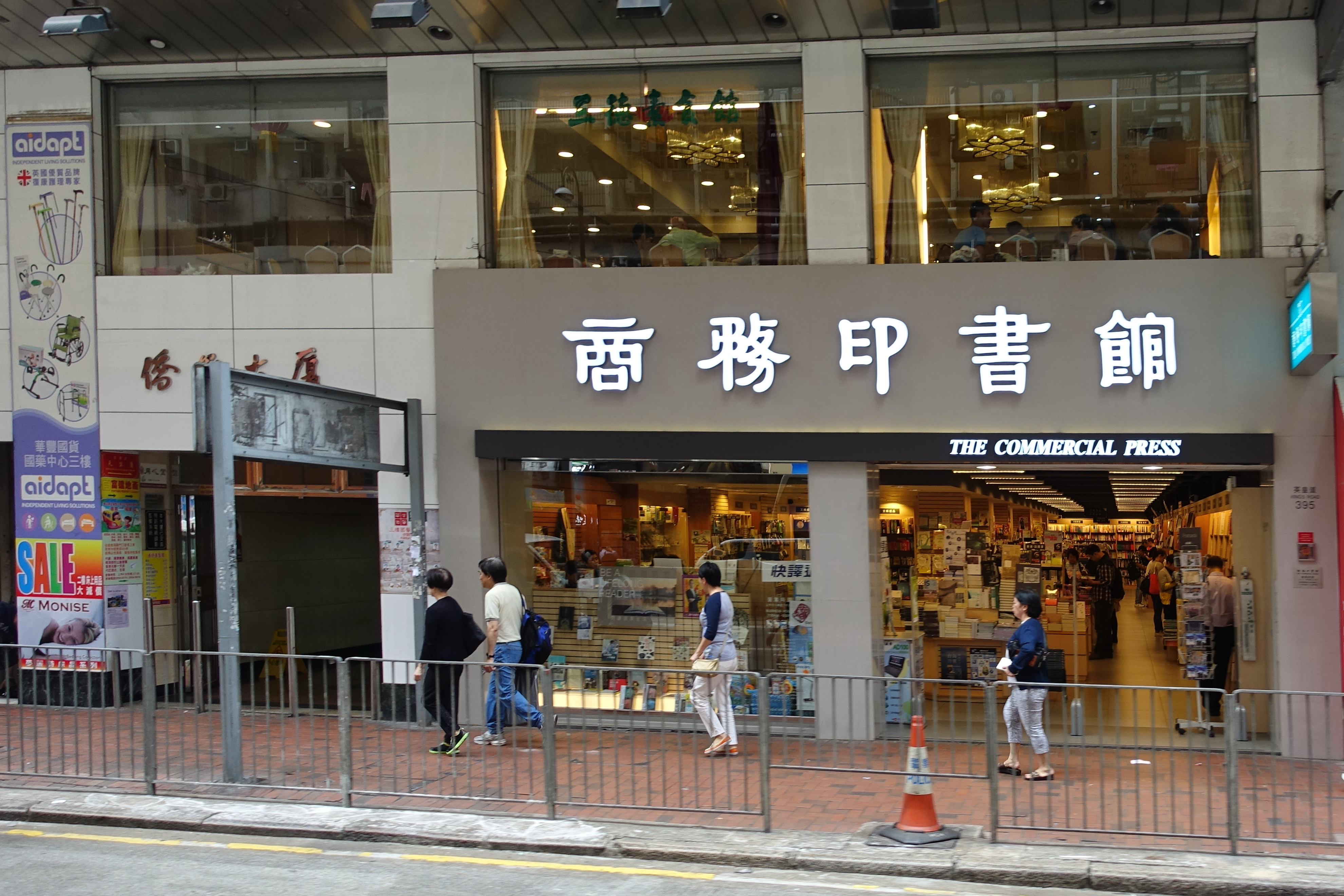
香港北角分館

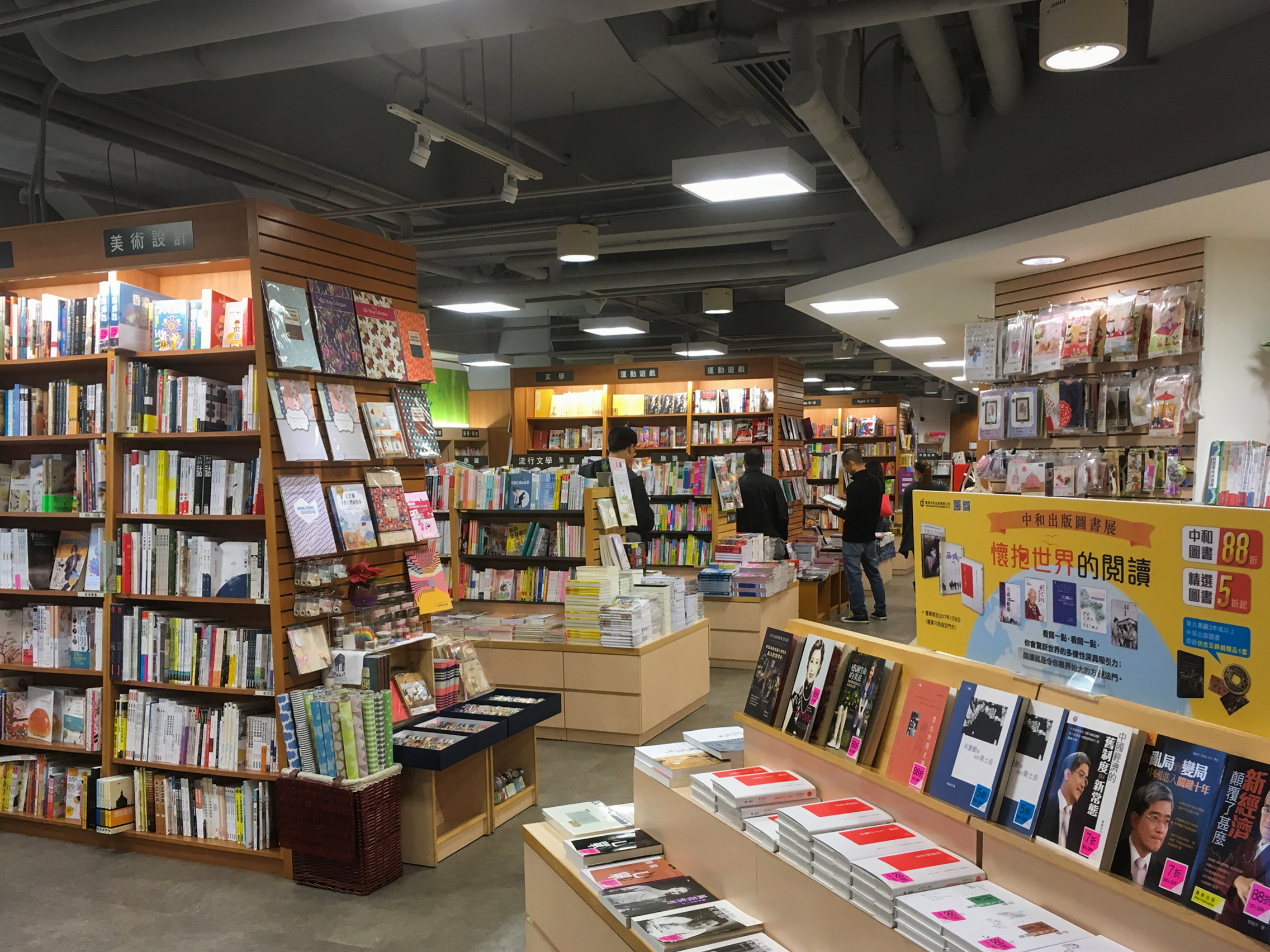
康怡分館內貌

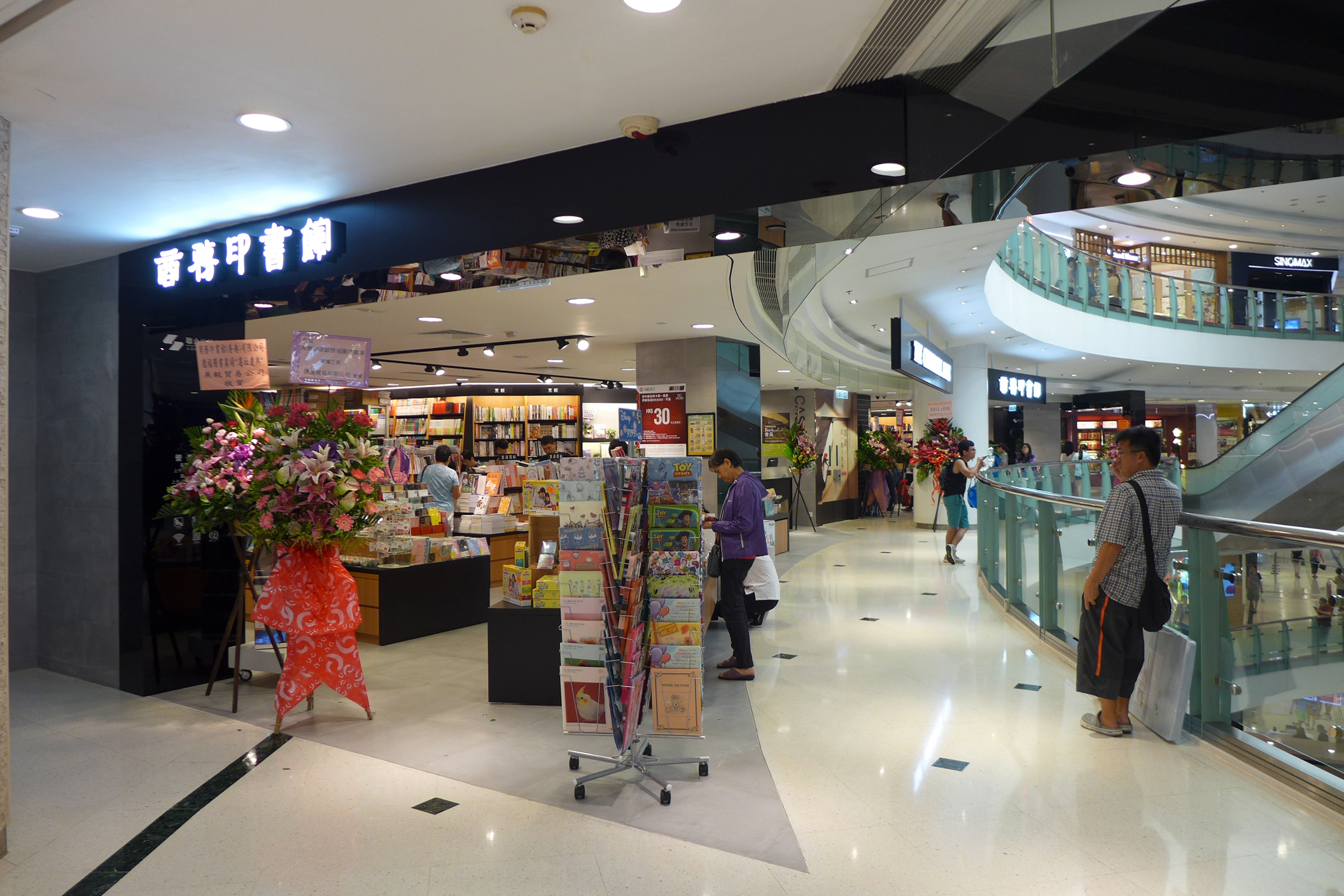
香港九龍灣德福廣場分店

商務印書館（香港）有限公司（英語：The Commercial Press (Hong Kong) Limited），是香港一間出版社和連鎖圖書零售店，现为聯合出版（集團）有限公司的成员单位，是國有公司。

## 歷史
商務印書館於1897年在中國上海成立，初時以印刷業務為主，其後發展成中國近代規模最大的文化教育出版機構。
商務印書館香港分館成立於1914年爲上海總公司的分支，最初只經營門市生意，1924年於西環吉席街建立商務印書館香港印刷工廠。其後開設編輯部和發行部，成為完善的出版機構。1934年喬遷北角（現時的書局街）新廠，佔地14萬平方呎，由利安建築師事務所（Leigh & Orange）設計。在編制及出版教科書方面，早在1917年已出版香港使用的課本，1930年代更出版了南洋學校適用的整套課本。1957年開始編印了五年制的中文中學教科書，其後主力出版教科書、工具書、歷史、文化、人文科學和社會科學等學科書籍。
在1988年6月10日，商務印書館香港分館註冊成為商務印書館（香港）有限公司。

## 門市部
商務印書館於1914年在中環開設首間香港分館門市部，1960至1970年代在北角及旺角設館。1984年在銅鑼灣開設圖書中心，是當時全港最具規模的書店。1987年在沙田新城市廣場1期4樓設館。目前在香港有22間分店。商務於2003年起先後在香港多間大學設立書店，包括香港中文大學、香港城市大學、香港理工大學及香港科技大學。另外，商務在港鐵大圍站，美孚站和東涌站旁設商務文化快線。
2020年起，開業多年的屯門良景店及佐敦店於4月中及4月底結業。同年6月29日，商務印書館在網上宣布太和廣場分店於6月底搬到大埔中心。到10月8日，商務印書館希爾頓中心的臨時分店結業。

### 尖沙咀旗艦店
尖沙咀店最早位於明輝中心，於1991年開業。到1999年搬遷至同區的星光行開佔地1.9萬方呎旗艦店，享有維港景色。不過因新業主不願繼租，到2007年5月13日遷往同區的美麗華酒店商場，不過因酒店翻新，到2010年5月20日遷往美麗華商場，佔地18,000呎，是商務印書館旗下面積最大的分館，並設有活動室，稱每年舉辦逾200場文化活動。不過到2021年4月結業後於九龍尖沙咀彌敦道83-97號華源大廈地下25號舖及1樓 （页面存档备份，存于）全層開設新店，新店2021年7月8日正式營業。

### 兒童館
銅鑼灣分店翻新其間，曾遷往富豪香港酒店臨時營業。翻新後原址開設Kiddy Land，主打兒童圖書。2019年，將軍澳分店遷往將軍澳中心，分店旁亦開設Kiddy Land。

### Passage
為2014年創立的品牌，主打博物館紀念品和歷史書。首家分店設於香港歷史博物館，到2020年因翻新工程結業。另外兩間分店位於香港文化博物館和戲曲中心。

### 香港以外門市部
香港商務印書館曾於澳門與深圳開設直營分店
- 澳門分館：澳門水坑尾街／羅憲新街（2008年3月28日-2013年6月16日）
- 深圳分館：深圳福田區／深業上城三層小鎮本來書店（2018年7月19日-2021年10月31日）佔地1600平方米，集書店、咖啡館、文化體驗為一體。

## 網上書店業務
「商務印書館（香港）網上書店有限公司」（CP1897.com）是聯合出版集團的子公司，前身是CP BooksNet，於1999年3月18日成立。
初期只銷售實體書，为香港早期發展的網上書店之一。
至2000年4月12日，與新鴻基地產旗下的新意網（SUNeVision）合作管理。後來業務被轉移到同一集團下的超越網（Super Book City），主要銷售實體書與電子書；至2022年再把網上業務轉至聯合集團下屬之「一本」文化閱讀購物平台（聯合新零售(香港)有限公司下屬）與「知書閱聽圖書館」（聯合電子出版有限公司下屬），CP1897.com網址則停用。

## 內地業務
2018年4月7日，商務印書館在深圳深業上城三楼開設本來書店，分為艺美馆、人文馆、亲子馆，專門銷售港台书籍、外文書、日版台版漫畫書等；2020年底，在深圳报业集团、深圳市书刊发行业协会主办的「40年40家深圳最美书店」评选活动中获得“最美书店”称号；2021年10月底因租约到期，更名为“联合书店·本来艺美馆”，並成為當時廣州聯合書店首个专业分店。

## 涉嫌合謀定價事件
2020年3月20日，競爭事務委員會入稟競爭事務審裁處，指商務印書館、聯合出版集團、天利行書局及其總經理，在2011年起多次銷售中小學教科書期間，涉嫌合謀設定只可提供書價12%的折扣，以及在商議學校教科書的招標時涉合謀定價、圍標及瓜分市場，競委會要求審裁處裁定相關機構及人士違反《競爭條例》。

## 外部連結
- 商務出版網
- 「一本」文化閱讀購物平台
- 商務印書館（香港）的Facebook專頁